# 湯西川温泉
湯西川温泉（ゆにしがわおんせん）は、栃木県日光市（旧下野国）の日光国立公園内にある温泉である。温泉地名の由来ともなった湯西川（一級河川利根川水系）の渓谷沿いに旅館や民家が立ち並ぶ温泉地。

## 泉質・効能

### 泉質
アルカリ性単純温泉。無色透明、無味無臭で含まれる成分が少なく、刺激が弱いため、利用範囲が広い温泉。肌にもやさしいので高齢者に向く。泉温25度以上なので、病後回復期の療養や外傷後の療養にも適す。

### 効能
動脈硬化、火傷、筋肉痛、高血圧症、切り傷、神経痛、慢性皮膚疾患、打ち身、捻挫、腰痛、糖尿病、疲労回復、月経障害、痔、四十肩、五十肩、関節痛、冷え性、慢性婦人疾患に効果がある。飲用では胃腸虚弱に良い。
- ※効能はその効果を万人に保障するものではない

入浴を控えるべき症状
急性疾患（特に熱がある場合）、悪性腫瘍、活動性の結核、重い心臓病、呼吸不全、腎不全出血性疾患、高度の貧血、その他一般に病勢進行中の疾患、妊娠中（特に初期と末期）

## 温泉街

### 温泉街
湯西川温泉の旅館のほとんどは渓谷に面した露天風呂を設置している。
郷土料理は季節により、湯西川で捕れるイワナ・ヤマメ・ニジマス等の川魚、山菜や舞茸・チタケ（チチタケ）等のキノコ類などの山の幸が味わえる。また、旅館によっては、野鳥・鹿・熊・山椒魚（サンショウウオ）など珍しい郷土料理が堪能できる。「ばんだいもち」といううるち米でついた餅を「ばんだい汁」や「じんごろう味噌」などで食べる郷土料理がある。温泉街の飲食店では手打ちの「日光そば」が味わえる。
昔は茅葺き屋根の民家を利用した土産物屋や食事処が河畔の遊歩道沿いに並び、温泉街の一部を形成していた。

### 共同浴場

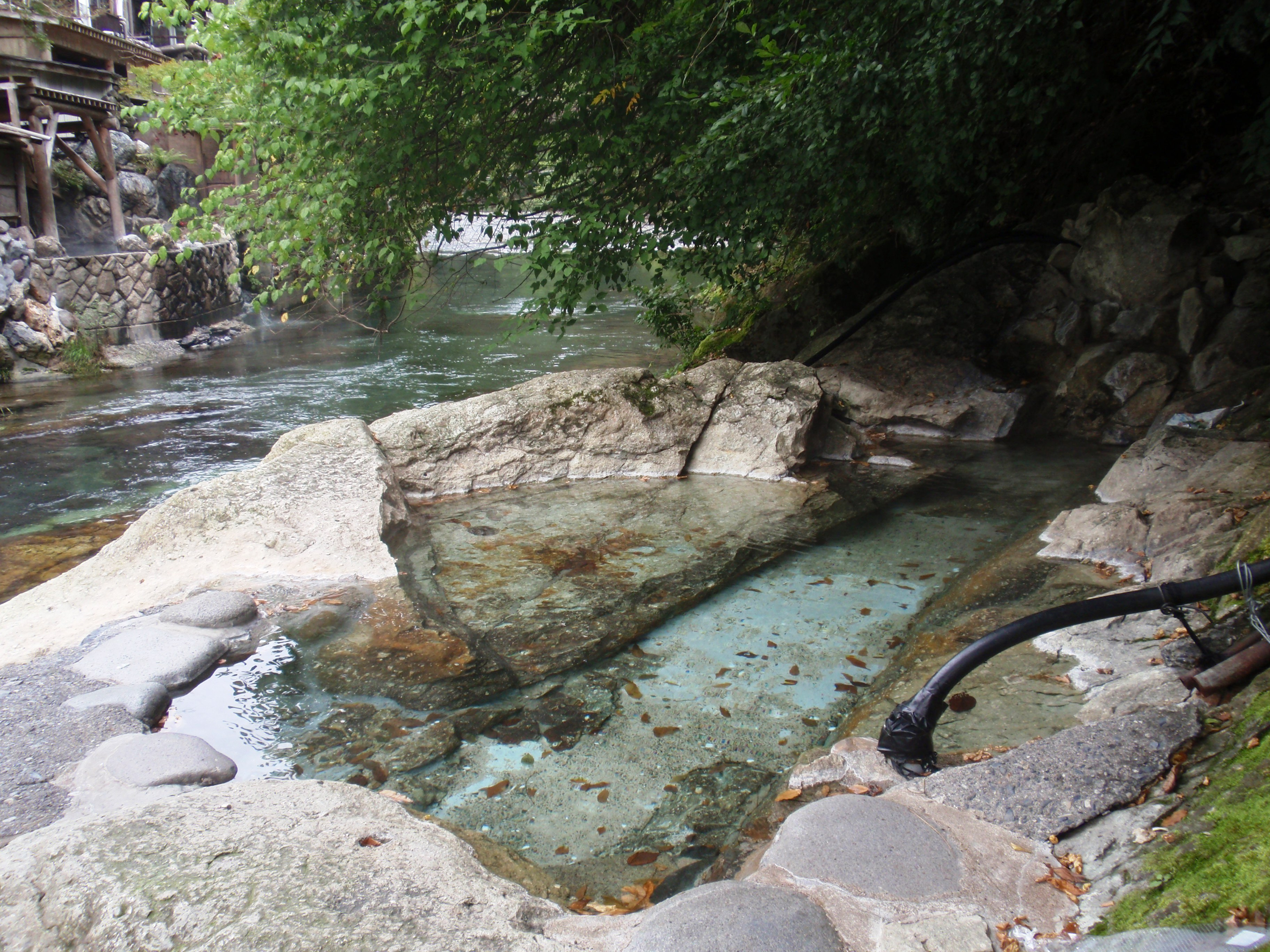
無料露天風呂「薬研の湯」

橋の上からよく見える場所に無料で混浴の共同浴場「薬研の湯」と足湯がある。
日光市湯西川水の郷観光センターでは露天風呂などを設営した温泉施設がある。
なお、湯西川温泉駅（道の駅湯西川）に併設された温泉施設は「西川温泉」という付近で湧出する源泉を利用しており、湯西川温泉とは異なる。

## 歴史

### 温泉と平家の落人伝説
湯西川の先祖は平忠実（平忠房が改名したと言われている）が落ち延びたとされ、平家の落人伝説の残る集落で知られている。湯西川に伝わる伝説は、次の通りである。
| 「 | 平忠房は紀州で捕らえられ、源氏に討たれたとされているが、実は捕らえられたのは忠房の身代わりであった。忠房は忠実に名を変え、紀州から中山道を抜けて下野国の宇都宮朝綱を頼り、朝綱は領地警護の名目で、日光の奥地に住まわせた。この噂を聞いた源氏は奥州合戦に向かう途上で、鶏頂山に隠れ住んでいた平家の残党約200人を奇襲した。奇襲を受けたうちの約40人は鬼怒川に沿ってさらに山深くへ逃げ、湯西川と川俣に分かれて隠れ住み、武具を隠し、山の民を装うことで、生き延びた。 | 」 |

平家の落人伝説を裏付けるものとして、平家塚（大夫塚）が残る。大夫塚は平家の里のそばにあり、平家一門を埋葬する土墓とされている。温泉の発祥は天正元年（1573年）で、平家の落人の子孫が発見したと伝わっている。追討から逃れ、身を潜める山村生活を営み生きるため、この地では今もなお端午の節句に鯉のぼりを揚げない、たき火をしない（煙を立てない）、鶏を飼わないなど独自の風習が残っている。ゴマの代わりにジュウネ（エゴマ）で代用する（=ゴマの穂で忠実の嫡子が目を突き失明したため）、米をとがない（=とぎ汁を流して居場所を知られないようにするため）というものもある。また、旧家では、もはや源氏とは争わないという意志を山の神に誓う証として、注連縄飾りをする。

### 湯治場から温泉街へ
湯西川温泉は元来、近在の農民の湯治場であり、第二次世界大戦前までは、自炊しながら逗留する湯治客のための木造の長屋が建ち並んでいた。住民の多くは観光業ではなく、狩猟や木彫り工芸で生計を立てていた。
1956年（昭和31年）に五十里ダムが完成すると、湯西川温泉は「鬼怒川温泉の奥座敷」として注目を浴び、以来10年ほど男性客が芸者遊びに訪れた。その後、道路整備が進んで大型観光バスが温泉街まで入れるようになり、近代的なホテルが建ち並ぶ温泉街が形成された。

### 年表
- 1549年（天文18年）伴対島守忠光が先祖を祀る六地蔵供養塔を湯西川温泉慈光寺内に建立。[10]
- 1951年（昭和26年）10月、川治温泉 - 湯西川温泉間、東武バス運行開始[11]。
- 1970年（昭和45年）、高松宮宣仁親王来訪。
- 1986年（昭和61年）10月、会津鬼怒川線開通。湯西川温泉駅竣功[11]。
- 2011年（平成23年）7月18日、日光市湯西川水の郷オープン[12]。観光センター（温泉施設・売店・飲食）、湯西川くらし館（後に蝶の美術館）を併設。

## 交通アクセス
鉄道
東武鬼怒川線経由野岩鉄道会津鬼怒川線湯西川温泉駅から日光交通のダイヤルバスで約30分。
自動車
東北自動車道宇都宮IC経由日光宇都宮道路今市ICから国道121号（会津西街道）を鬼怒川温泉方面へ。五十里湖の湯の郷トンネル左折、栃木県道249号黒部西川線へ。
湯西川温泉駅から温泉郷へ続く道路は長らく狭隘な山岳道路となっていたが、湯西川ダム建設に伴う付け替え道路として2011年（平成23年）7月までに新道が開通し、線形が大幅に改善された。